# Université baptiste de Hong Kong
L'université baptiste de Hong Kong (zh:香港浸會大學) plus connue sous le nom de Hong Kong Baptist University est une université publique de langue anglaise et d'héritage chrétien dans la Région Administrative Spéciale de Hong Kong. Fondée en 1956 sous le nom de Hong Kong Baptist College, l'université est le deuxième établissement d'enseignement supérieur construit à Hong Kong après l'université de Hong Kong.

## Histoire
L'école est fondée en 1956 par la Convention baptiste de Hong Kong,. En 1994, le collège baptiste de Hong Kong devient l'université baptiste de Hong Kong avec la recommandation du gouvernement de Hong Kong. Cette décision est essentiellement fondée sur le fait que la capacité des deux universités existantes (université de Hong Kong et université chinoise de Hong Kong) était jugée insuffisante pour accueillir correctement la population étudiante hongkongaise grandissante.

## Organisation

### Campus
L'université dispose de cinq campus répartis à l'intérieur de la ville de Hong Kong.
Les campus de Ho Sin Hang, de Shaw Campus et de Baptist University Road Campus sont contigus et accueillent la majorité des bâtiments administratifs de l'université et des facultés de l'établissement. Ils sont situés dans la péninsule de Kowloon dans un quartier résidentiel, à environ 2 km de la mer de Chine méridionale.
Les autres campus sont localisés dans le quartier de Sha Tin : L'école des Arts Visuels est située dans le campus de Kai Tak et le campus de Shek Mun réunit le collège et le lycée de l'université baptiste.
De plus, l'université a établi en 2005 une institution sui generis en partenariat avec l'Université Normale de Pékin à Zhuhai, en Chine continentale sous le nom de United International College. C'est le premier établissement du supérieur fondé en coopération entre une université de Hong Kong et de Chine continentale.

## Campus

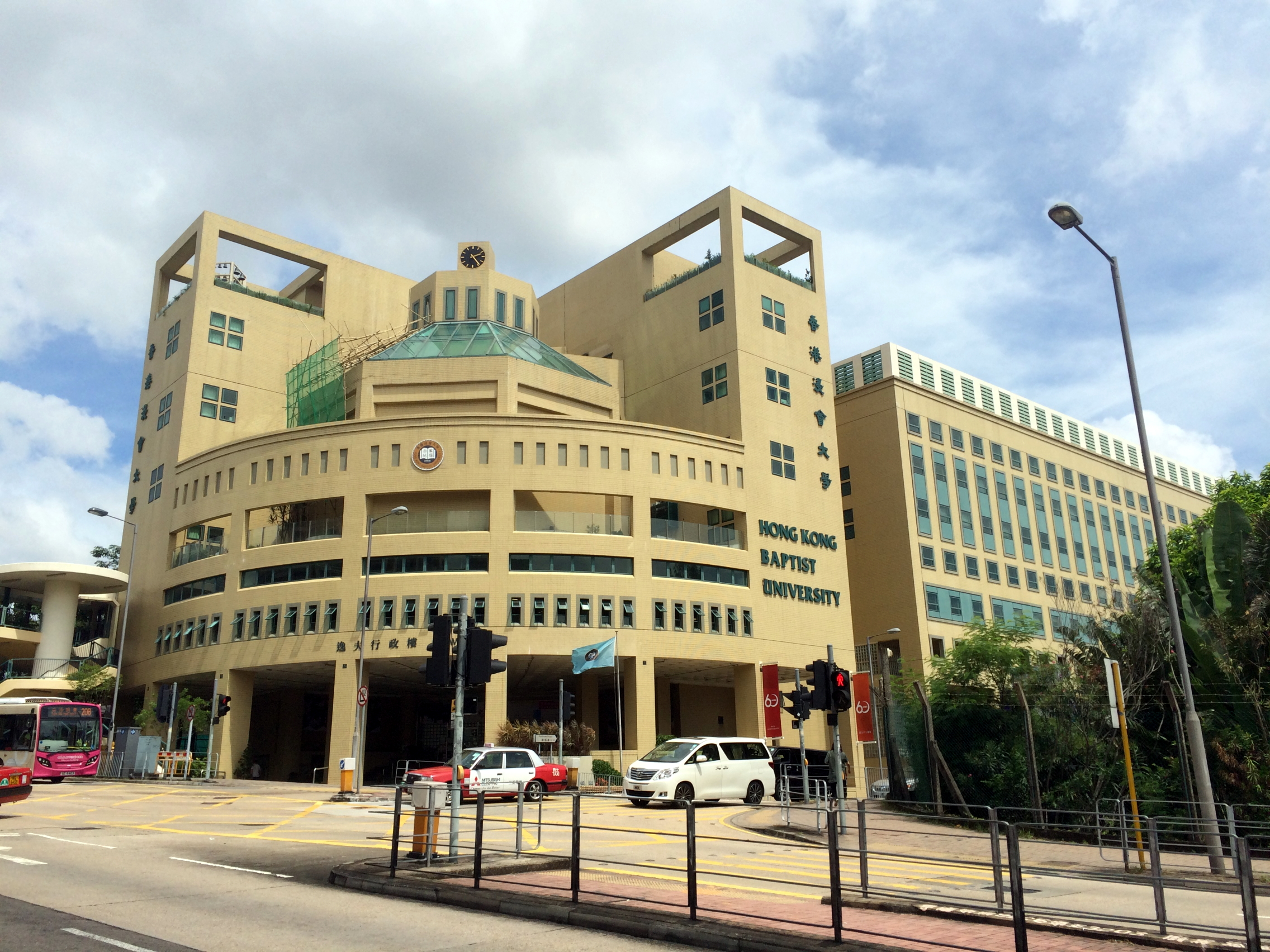
La tour Shaw
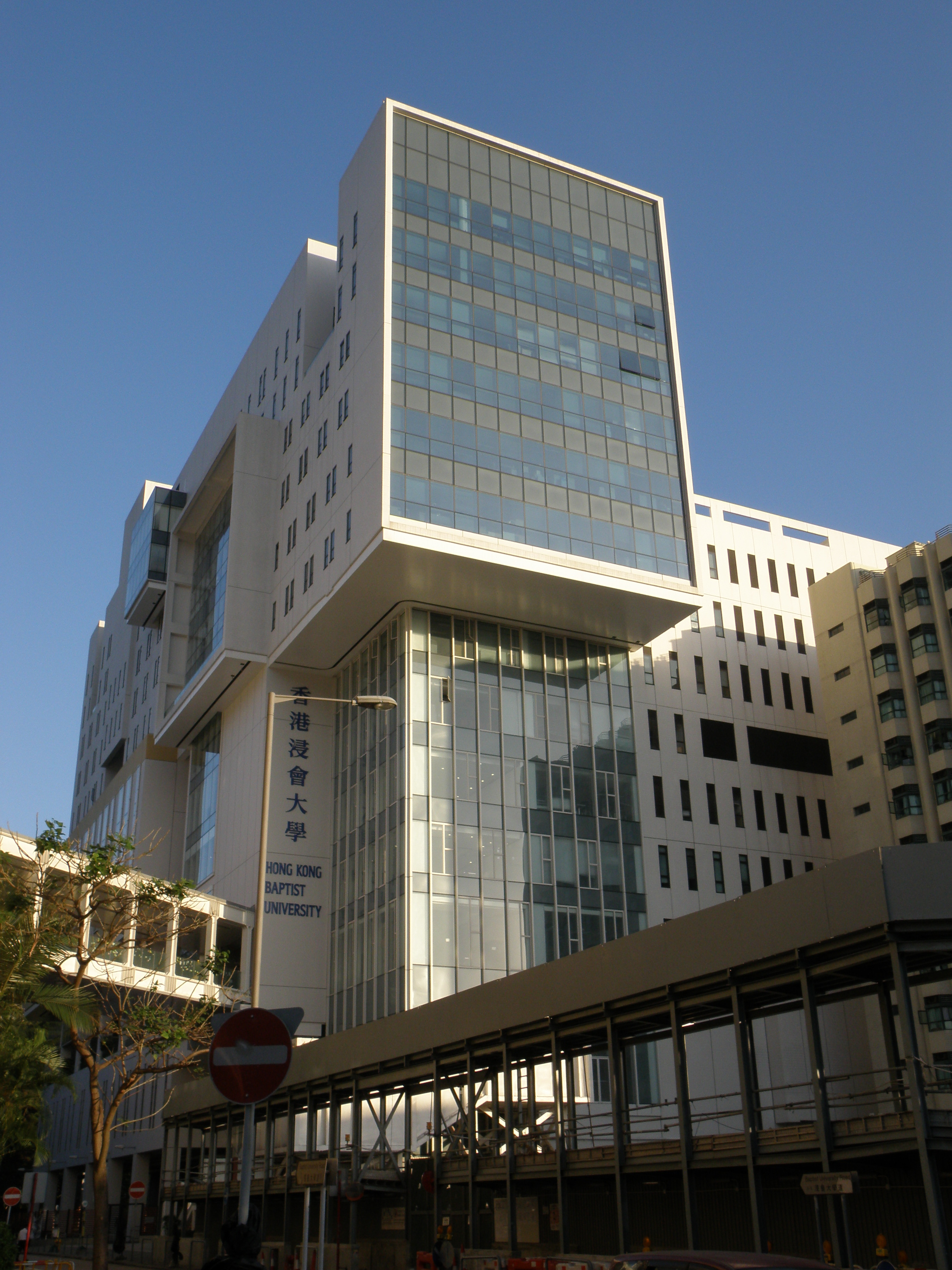
Le bâtiment "Académique et Administratif"
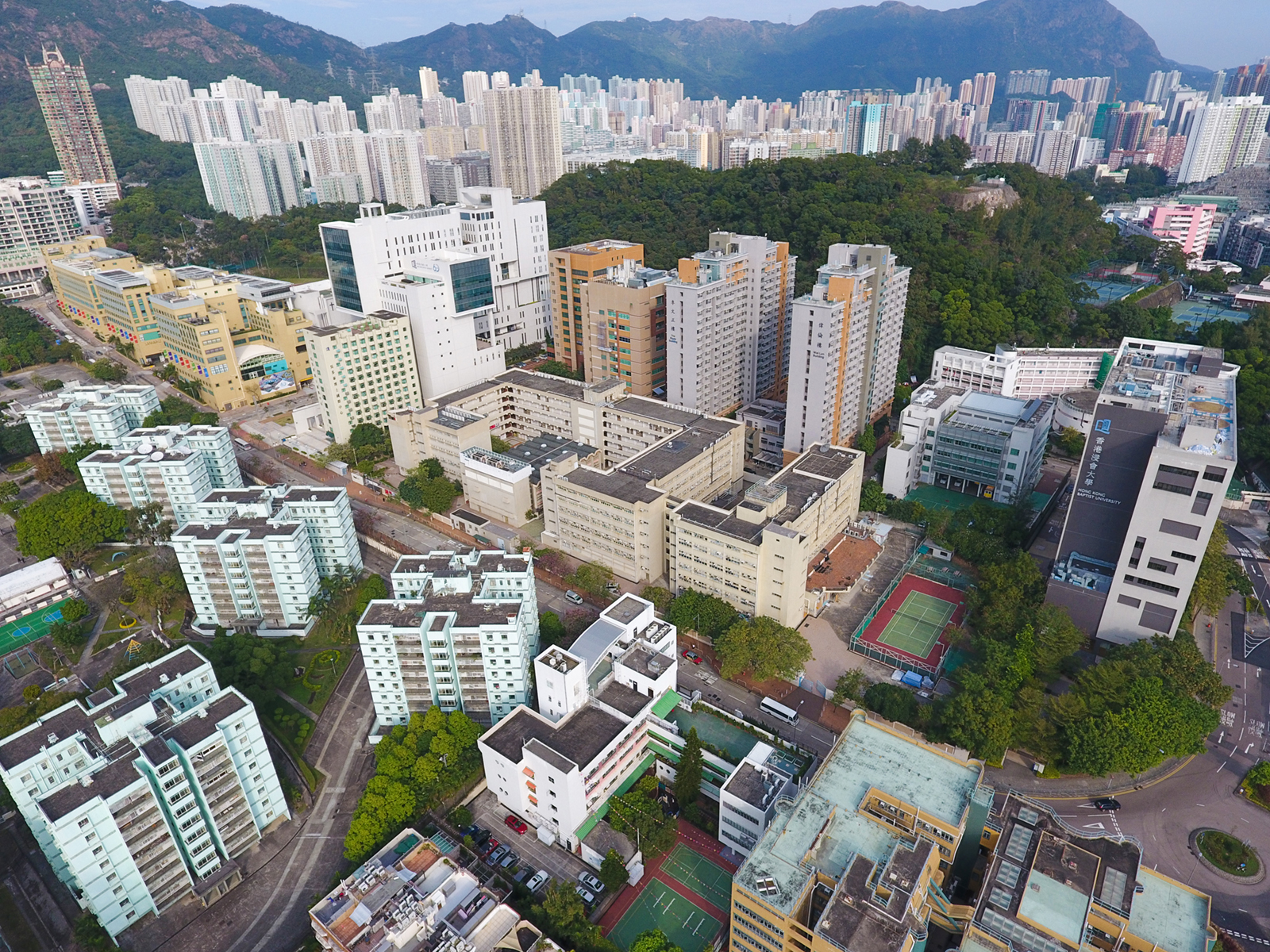
Road Campus.
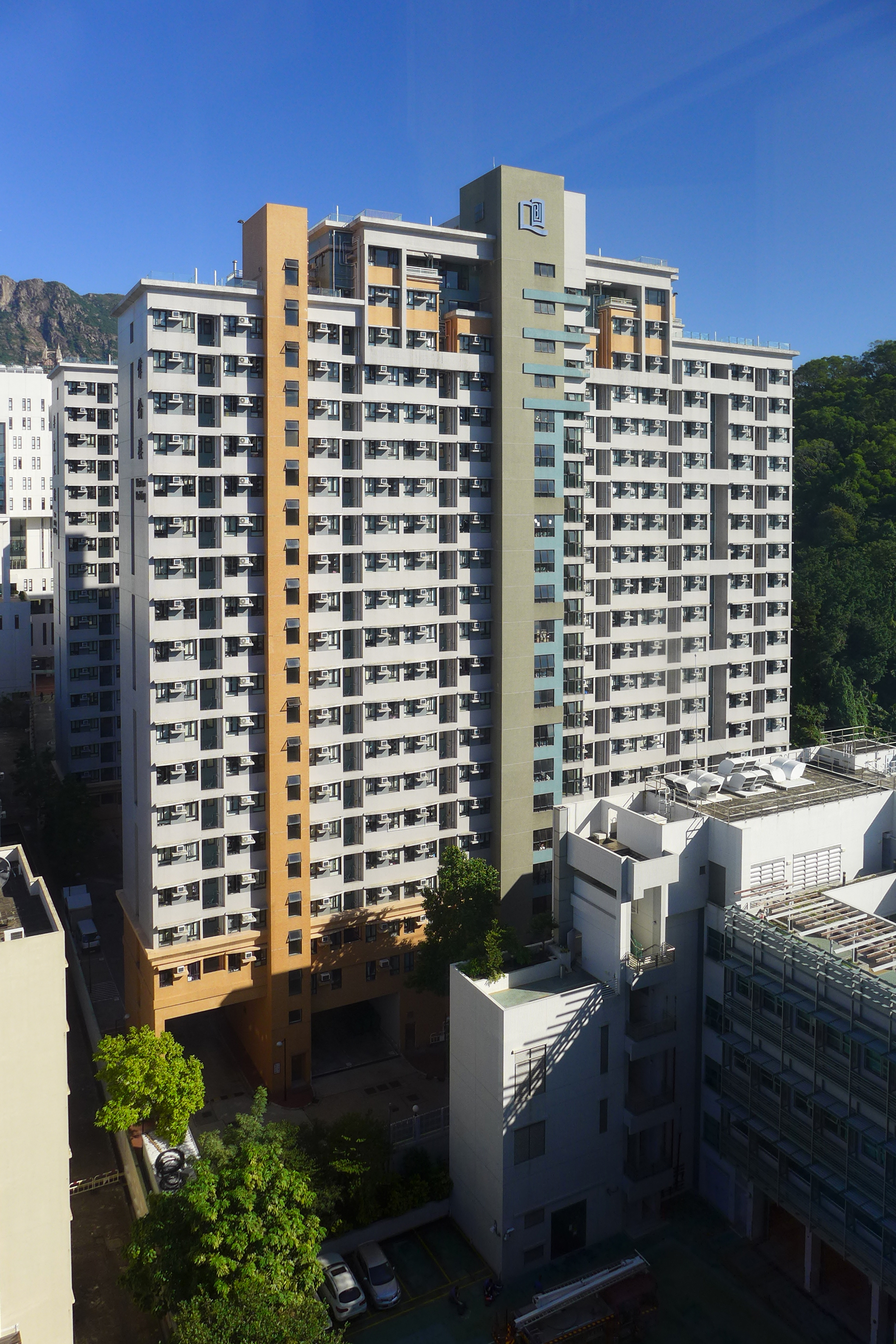
Les logements étudiants
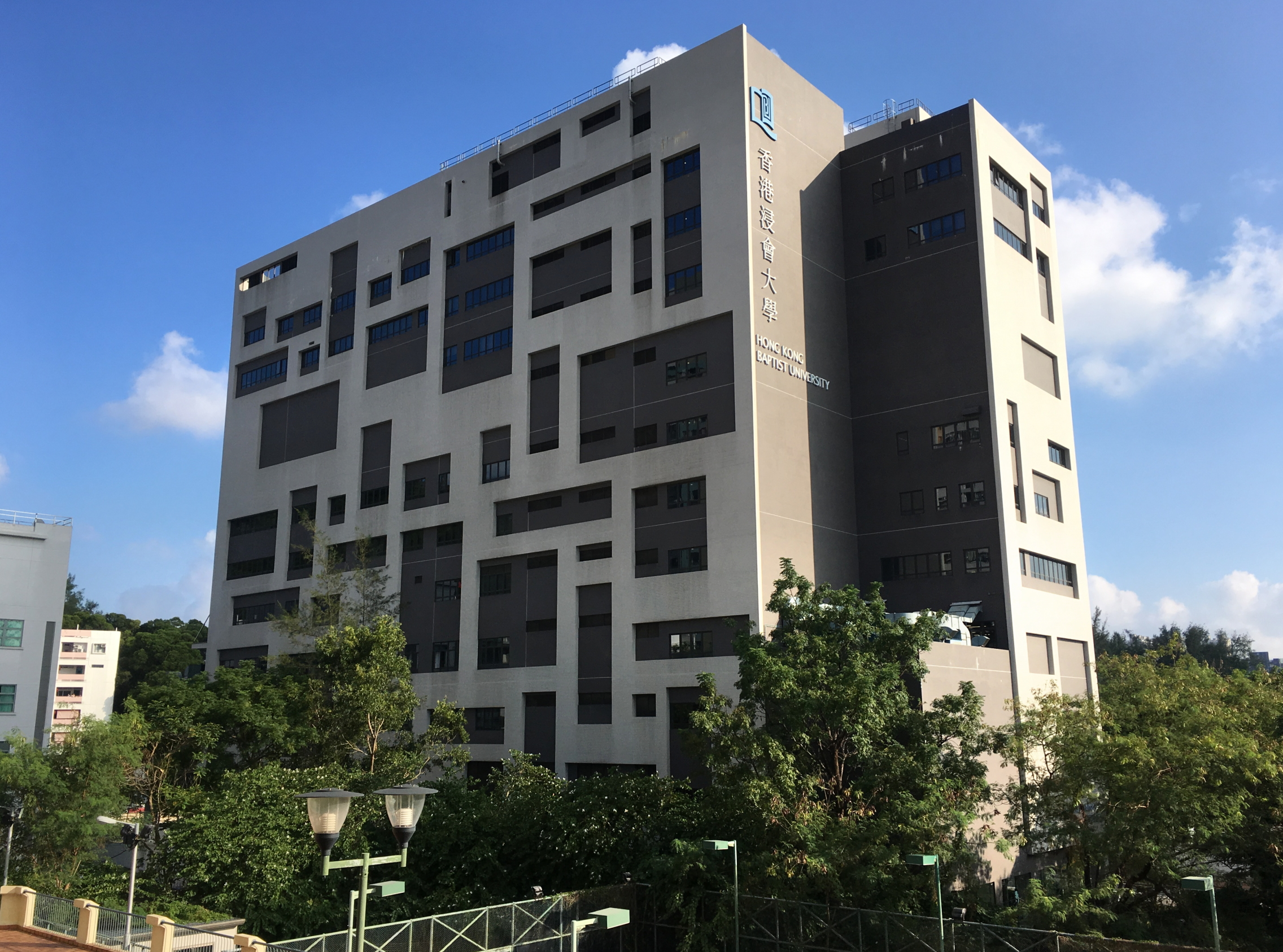
Bâtiment de Communication et Arts Visuels
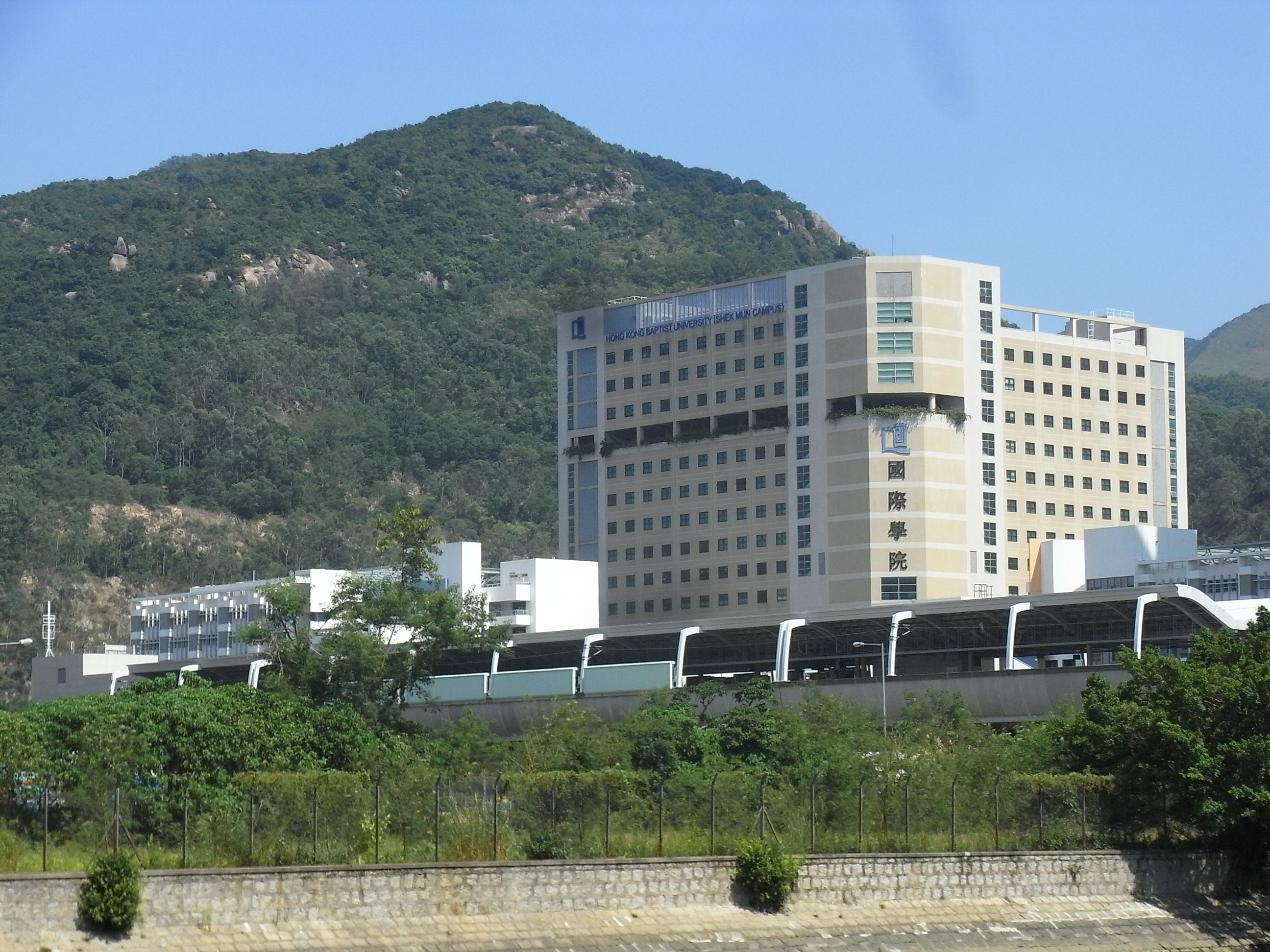
Shek Mun Campus.
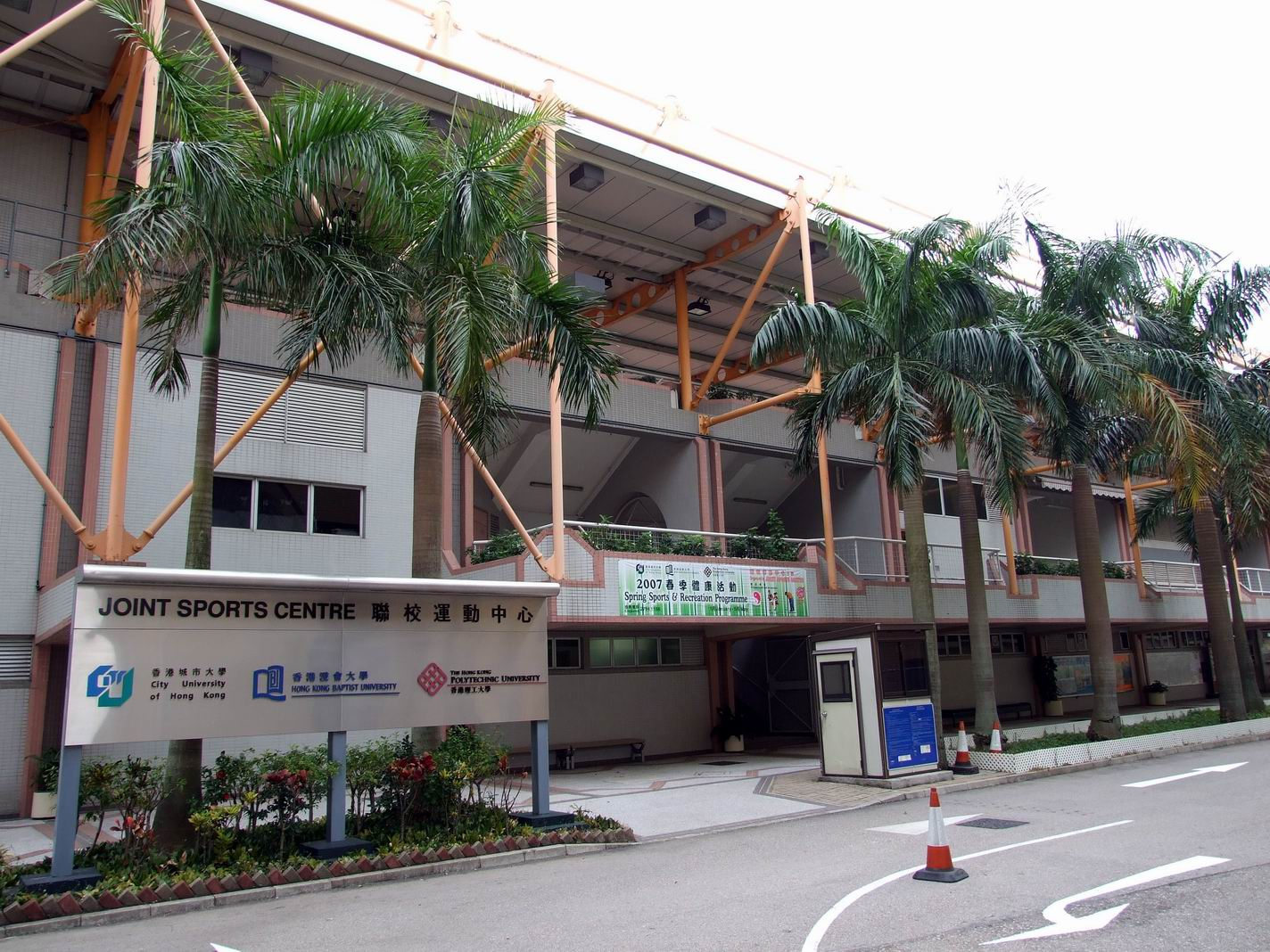
Joint Sport Centre.

### Facultés et départements
L'université possède huit facultés et écoles, destinés à donner un enseignement spécialisé à ses étudiants.
- Faculty of Arts (Faculté des Arts)
  - Département de Langue Chinoise et de Littérature
  - Département de Langue Anglaise et de Littérature
  - Département des Humanités et d'écriture créative
  - Département de Religion et Philosophie
  - Département de Traduction, Interprétation et Études Interculturelles
  - Centre de Linguistique

- School of Business (École de commerce)
  - Département de Comptabilité, Économie et Finance
  - Département de Management, Marketing et Systèmes Informationnels

- School of Chinese Medicine (École de médecine)

- School of Communication (École de communication) 
  - Département de Communication
  - Département de Journalisme
  - Département de Médias Interactifs

- School of Continuing Education (École de formation continue)

- Faculty of Science (Faculté de Sciences)
  - Département de Biologie
  - Département de Chimie
  - Département d'Informatique
  - Département de Mathématiques
  - Département de Physique

- Faculty of Social Sciences (Faculté de sciences sociales)
  - Département des Sciences de l'éducation
  - Département de Géographie
  - Département des Gouvernements et Relations internationales
  - Département d'Histoire
  - Département d'Éducation physique et de Santé
  - Département de Travail Social
  - Département de Sociologie

- School of Creative Arts (Académie des Beaux Arts)
  - Académie de Film
  - Académie de Musique
  - Académie des Arts visuels

- Graduate School (Écoles d'études avancées)

## Affiliations
Elle est membre de l'organisation ACUCA (en) qui rassemble les établissements scolaires chrétiens en Asie. Elle est également membre de l'ASAIHL (en), association dont le but est de consolider les liens entre les universités du sud-est asiatique.

## Partenariats
L'Université Baptiste est partenaire avec de nombreuses universités pour la recherche, les échanges d'étudiants ou des programmes communs.

### Programmes en double-diplômes, conjoints ou combinés
| Diplôme ou Programme | Université Partenaire                               |
| --- | --------------------------------------------------- |
| Bachelor of Business Administration (Licence d'Administration des Affaires)                                                                  | - Kozminski University                              |
| Bachelor of Communication (Licence de Communication)                                                                                         | - University of Missouri - University of Queensland |
| Bachelor of Science in Applied Biology (Licence de Sciences en Biologie appliquée)                                                           | - University of Lincoln                             |
| Bachelor of Science in Mathematics and Statistics (Licence de Sciences en Mathématiques et Statistiques)                                     | - Simon Fraser University                           |
| Bachelor of Social Sciences in European Studies (Licence en Sciences Sociales d'Études européennes)                                          | - Sciences Po Bordeaux - Sciences Po Lyon           |
| Bachelor of Social Sciences in Government and International Studies (Licence en Sciences Sociales en Gouvernement et Études Internationales) | - Sciences Po Bordeaux                              |
| Bachelor of Social Sciences in Global and China Studies (Licence en Sciences Sociales en Études chinoises et globales)                       | - Sciences Po Bordeaux                              |

## Classement
L'université est classée sixième université chinoise, treizième université d'Asie et 111e université mondiale par le journal anglais The Times en 2010 dans son classement Times Higher Education World University Rankings, ce qui la situe à un niveau comparable à l'École normale supérieure de Lyon. Dans le QS World University rankings 2011, l'université est classée 243e université mondiale.

## Personnalités liées à l'université

### Étudiants
De nombreuses personnalités hongkongaises, chinoises et internationales sont issues de l'Université Baptise de Hong Kong. Celles-ci sont aujourd'hui des personnalités politiques, sportives, culturelles...[réf. nécessaire]